# Negu Gorriak
Negu Gorriak (Hiverns crus en èuscar) va ser un grup de música rapcore creat l'any 1990 al País Basc pels germans Fermin i Iñigo Muguruza, i per Kaki Arkarazo.
El grup practicà una música fusió de diferents ritmes: hardcore, rock, rap, ska, reggae i música tradicional basca. Les lletres de les seves cançons van ser escrites sempre en basc, reflectint en moltes d'elles la seva proximitat a l'esquerra abertzale. La banda es va dissoldre a la tardor de 1996.

## Naixement del grup

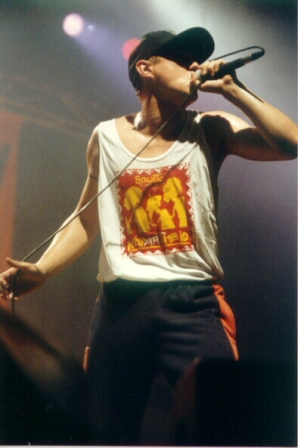
Fermin Muguruza en un concert de Negu Gorriak a Pamplona l'any 1992

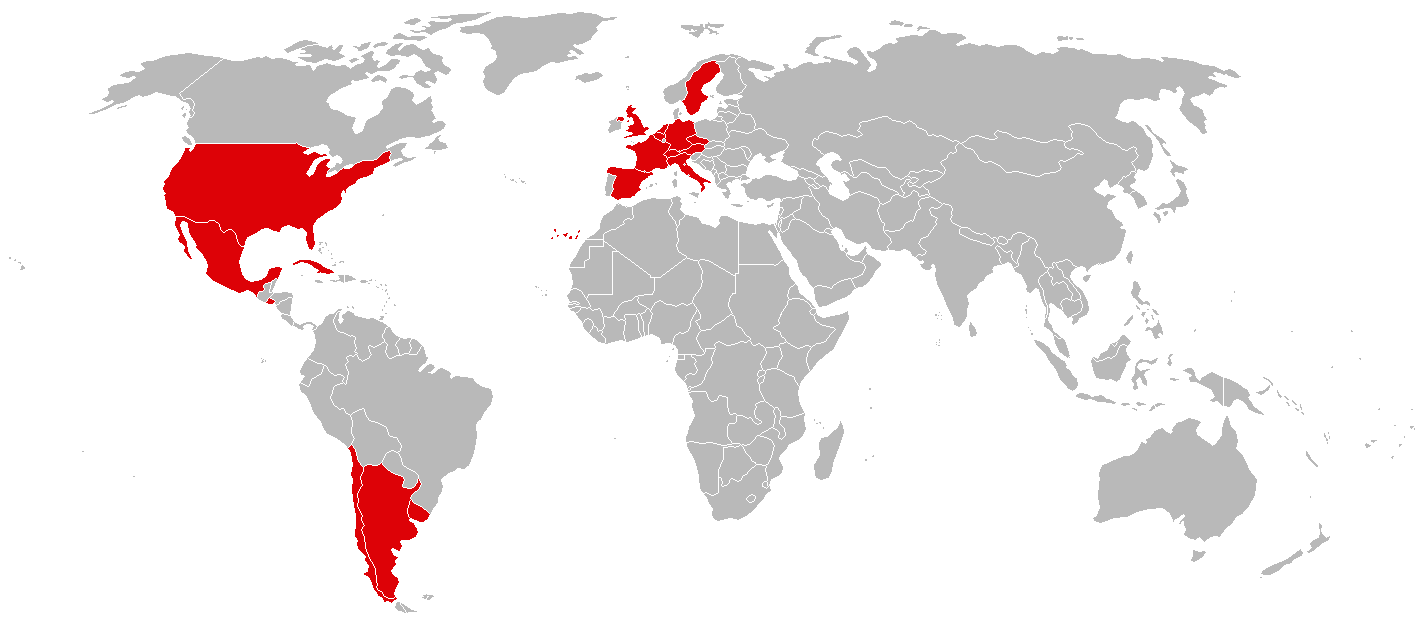
Països on ha tocat Negu Gorriak

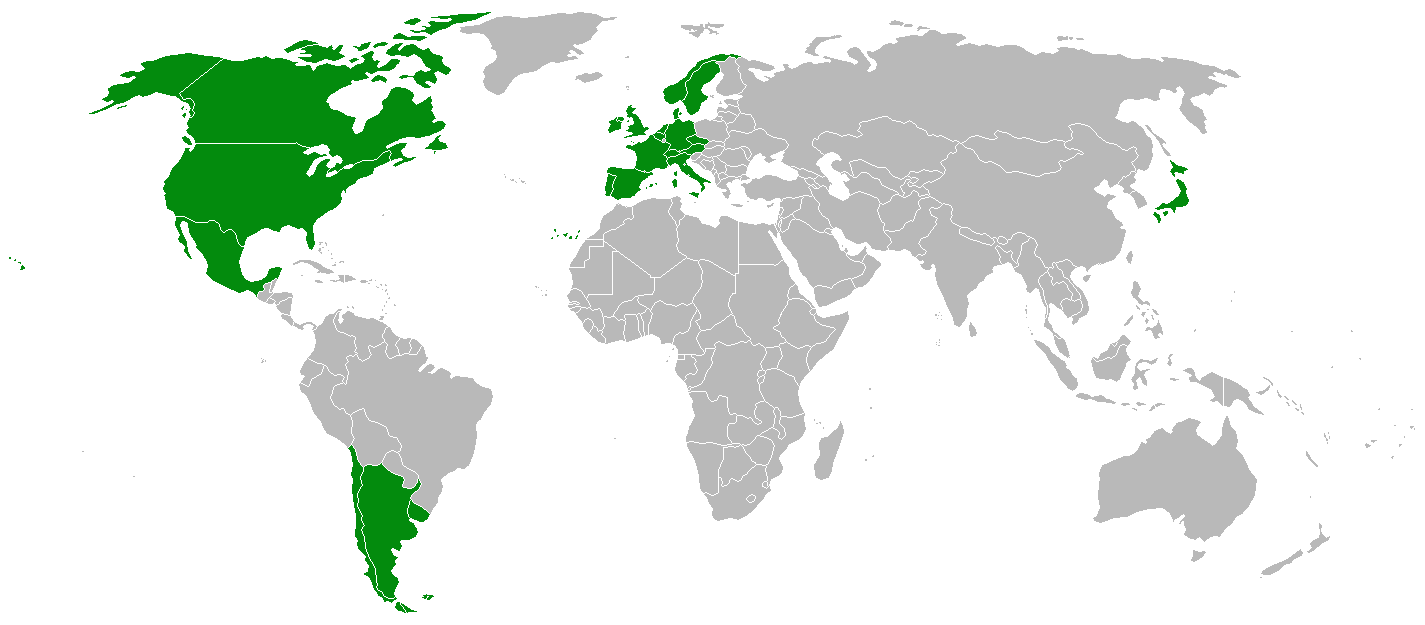
Països on s'ha editat i/o distribuït algun dels discos de Negu Gorriak

Negu Gorriak va ser creat pels germans Fermin (a la veu) i Iñigo Muguruza (a la guitarra), ambdós exmembres del grup Kortatu; i pel també guitarrista i antic membre de M-ak, Kaki Arkarazo, que també havia col·laborat amb Kortatu.
El naixement del grup va ser anunciat per Fermin Muguruza en un article publicat al setmanari Argia, el 25 de febrer de 1990, on es donava a conèixer també el nom de la formació:
| «                                     | ...Però el veritable nom del grup també me'l reservava per a aquesta columna, i com que hem fet una versió de la cançó Gaberako Aterbea de Mikel Laboa, li hem posat al grup el nom de Negu Gorriak. Suposant que et farà il·lusió, m'acomiado. Però alerta!, que s'acosta el cru hivern" | » |
| — Revista ARGIA, 25 de febrer de 1990 | |   |

.
Efectivament, el nom del grup, Negu Gorriak (que en català es pot traduir indistintament com a «hiverns crus» o «hiverns rojos»), s'inspirava en un vers del tema «Gaberako Aterbea», una peça musical que el cantautor basc Mikel Laboa havia compost feia temps inspirant-se en el poema «Die Nachtlager», de l'alemany Bertolt Brecht, i que va ser una de les primeres cançons que el grup va versionar. Així, en la primera estrofa de la cançó es diu:
| Kontatu didate Nueva York-en Broadway eta 26 karrikaren kantoian, Negu gorrian, gizon batek gabero jendeari otoi eskatzen aterbea bilatzen duela bilutsirik daudenentzat. | M'han explicat que a Nova York, a la cantonada del carrer 26 amb Broadway, en el cru (o roig) hivern, hi ha un home totes les nits que pregant als vianants procura un refugi per als que allí es reuneixen. |

Si una de les particularitats dels germans Muguruza en l'anterior etapa amb Kortatu havia estat l'eclecticisme musical, amb Negu Gorriak (des d'ara NG) van renovar a l'alça aquesta opció. Així, el grup es caracteritzà de bon començament per la mescla d'estils tan variats com el hardcore, el punk el rock, el reggae o el rap, el qual assimilen al bertsolarisme (improvisació de poemes en llengua basca que són recitats amb una petita cantarella que pot evocar la forma de cantar el rap).
En aquest eclecticisme també hi contribuïren decisivament grups com Public Enemy, De La Soul, Mano Negra, Red Hot Chili Peppers, o referents poĺitics com el Subcomandante Marcos, Malcolm X o les Panteres Negres.

## Inicis

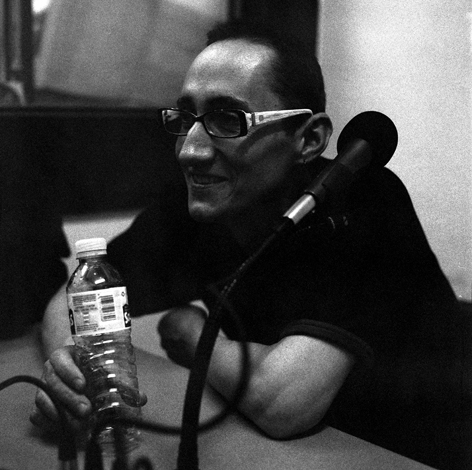
Iñigo Muguruza (1964-2019)

El juny de 1990 sortia al mercat Negu Gorriak, títol del primer disc del grup editat per la discogràfica Oihuka.
El 29 de desembre d'aquell mateix any la formació s'ampliava a quatre membres amb la incorporació del baixista Mikel Cazalis, just el dia en què el grup feia la seva primera aparició en concert en el decurs d'un acte de solidaritat amb els presos de l'organització ETA que, com cada any, se celebrava a la presó d'Herrera de la Mancha. Mesos després el grup es transformava definitivament en un quintet amb l'arribada del bateria Mikel Abrego.
Les desavinences amb Oihuka van fer que NG creés el seu propi segell discogràfic, Esan Ozenki («Crida ben fort»), amb el qual el grup editaria la resta de treballs que trauria. El primer disc a dur el nou segell va ser el segon LP de la formació, Gure Jarrera, que va veure la llum el mes de juny de 1991 i que va acabar essent considerat per la revista Rockdelux el millor disc d'aquell any. Guardó que dos anys més tard guanyaria també Borreroak baditu milaka aurpegi, el tercer LP de la banda aparegut l'abril de 1993.
Abans (setembre de 1991) NG havia fet, sota el títol Gora Herria /Power to the People Tour 91, la seva primera gira internacional de la qual va sortir el maxi-single Gora Herria, que comptà amb la col·laboració del músic Manu Chao.
El 1994, i fruit d'una segona gira celebrada l'any anterior, sortia el quart disc del grup -primer en directe-: Hipokrisiari Stop! Bilbo 93-X-30. I seguiria, l'any 1995, el cinquè llarga durada de la banda: Ideia zabaldu.

## Discografia
- Negu Gorriak (1990) Oikuka, LP
- Gure Jarrera (1991) Esan Ozenki, LP
- Gora Herria (1991) Esan Ozenki, Maxi-single
- Borreroak baditu milaka aurpegi (1993) Esan Ozenki, CD[6]
- Hipokrisiari stop! (1994) Esan Ozenki, CD en directe
- Ideia zabaldu (1995) Esan Ozenki, CD
- Ustelkeria (1996) Esan Ozenki, CD recopilatori
- Salam, agur (1996) Esan Ozenki, CD
- Negu Gorriak: 1990-2001 (2005) Metak, DVD + CD en directe

## Galeria d'imatges

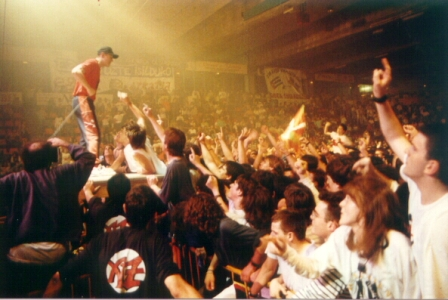
Concert de Negu Gorriak a Pamplona l'any 1992